# Antigo Tribunal da Comarca de Ferreira do Alentejo
O Antigo Tribunal da Comarca de Ferreira do Alentejo, igualmente conhecido como Biblioteca Municipal, Antigos Paços do Município ou Casa da Família Moreira, é um edifício no centro da vila de Ferreira do Alentejo, no Distrito de Beja, em Portugal

## Descrição
O edifício ainda conserva a traça original de um palacete oitocentista, e está dividido em dois pisos. Situa-se na Rua Conselheiro Júlio de Vilhena, no centro histórico da vila de Ferreira do Alentejo.

## História
Este edifício foi construído originalmente no século XIX como um palacete da família Moreira, tendo sido em 1879 adaptado para câmara municipal, segundo a data indicada no lintel da porta. A partir de 1960 deixou de albergar a câmara, tendo desde então assumido várias funções, como Tribunal Judicial da Comarca, Conservatória do Registo Predial, Registo Civil e Cartório Notarial, tendo sido igualmente instalada uma prisão nas suas dependências. Em 5 de Março de 1999, passou a albergar a Biblioteca Municipal.
O edifício foi classificado como Imóvel de Interesse Municipal na reunião de 13 de Novembro de 2003 da autarquia de Ferreira do Alentejo, tendo esta decisão sido publicada no Aviso n.º 7515/2003, Apêndice n.º 147, 2.ª série, n.º 225, de 29-09-2003.
Em Janeiro de 2018 deu-se uma explosão num posto de transformação eléctrica no edifício da biblioteca, ferindo gravemente um funcionário da empresa Energias de Portugal, que foi encaminhado para o hospital de Beja.